# Великопавлівська сільська рада
Великопавлівська сільська рада — колишній орган місцевого самоврядування у Зінківському районі Полтавської області з центром у селі Велика Павлівка.

## Населені пункти
Сільраді були підпорядковані населені пункти:
- c. Велика Павлівка
- с. Федорівка
- с. Чорняки